# Martin Kähler

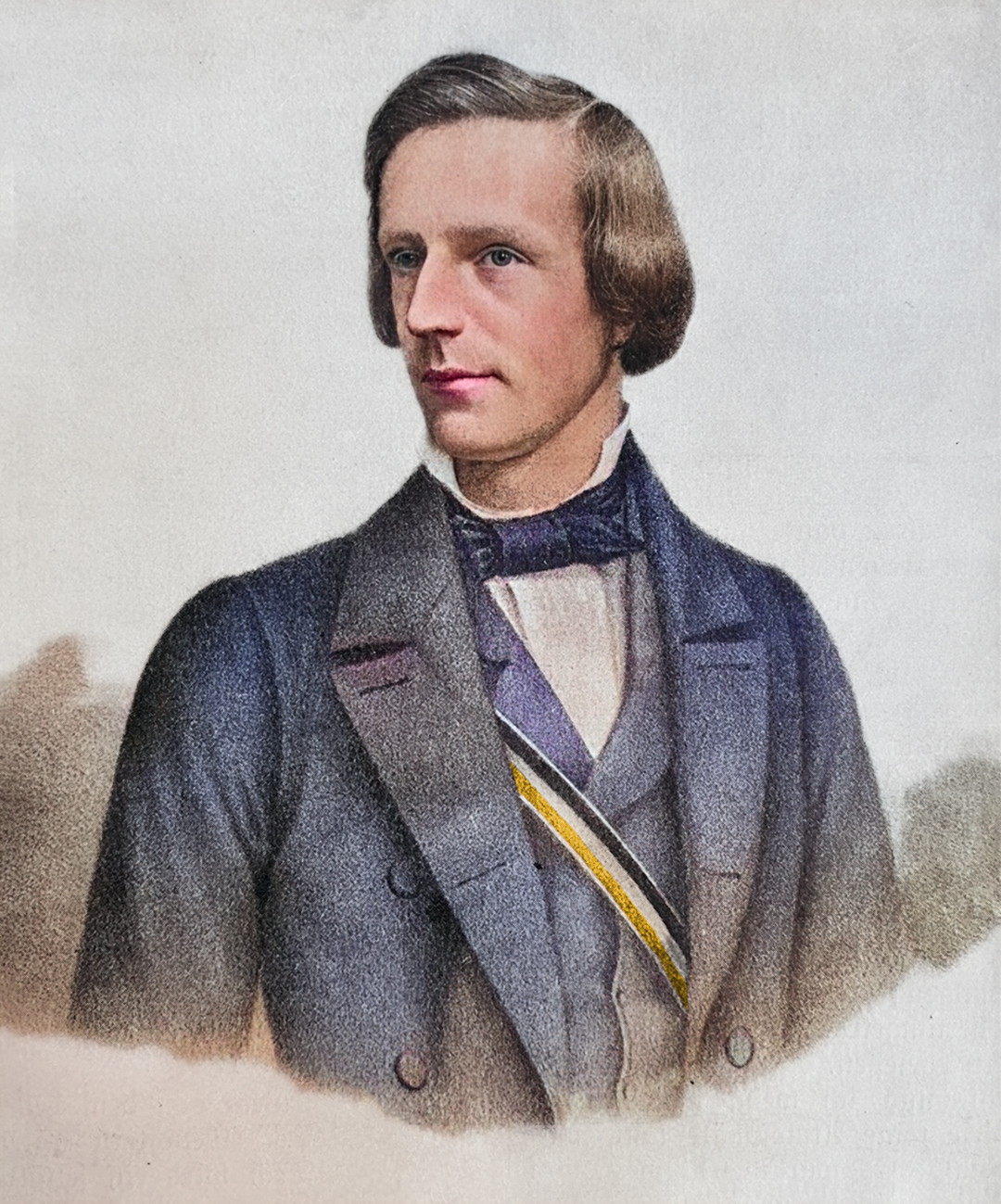
Martin Kähler als Hallenser Wingolfit

Karl Martin August Kähler (* 6. Januar 1835 in Neuhausen bei Königsberg; † 7. September 1912 in Freudenstadt im Schwarzwald) war ein deutscher protestantischer Theologe.

## Familie
Martin Kähler wurde als Sohn des Oberkonsistorialrates Siegfried August Kähler (1800–1895) geboren. Der Großvater Ludwig August Kähler hatte bereits als Prediger und als stark dem Rationalismus verpflichteter Professor in Königsberg gewirkt. Martin Kählers älterer Bruder war der Generalmajor Otto Kähler. Unter seinen Kindern sind Minna Kähler (1867–1934), Oberin des Diakonissenhauses Elisabethenstift in Darmstadt, Anna Kähler (1869–1956), Malerin und Schriftstellerin, Siegfried August Kähler (1885–1963), Professor für Neuere Geschichte in Göttingen, Wilhelm Kähler, Professor für Nationalökonomie, DNVP-Politiker und preußischer Reichskommissar, und Walter Kähler, evangelischer Theologe und zuletzt Generalsuperintendent in der Kirchenprovinz Pommern.

## Leben
Martin Kähler besuchte in Elbing und Königsberg die Schule, begann dann an letztgenanntem Ort das Studium der Rechte, wechselte aber bald, durch mehrere Erkrankungen befördert, zur Theologie.
Er begann sein Studium der Evangelischen Theologie an der Universität Heidelberg, die er recht bald in Richtung Halle (Saale) und Tübingen verließ. In der Hallischen Fakultät prägte ihn vor allem August Tholuck. Während seines Studienaufenthaltes in Halle wurde er Mitglied des Hallenser Wingolfs. Nach seiner Promotion 1860 wirkte er an der Gründung des Schlesischen Konvikts mit, dessen erster Studieninspektor er wurde. Nach einem Intermezzo als Extraordinarius in Bonn 1864 kehrte er 1867 als Extraordinarius nach Halle zurück. 1878 erhielt er an der dortigen Theologischen Fakultät einen ordentlichen Lehrstuhl für Systematische Theologie und Neues Testament.

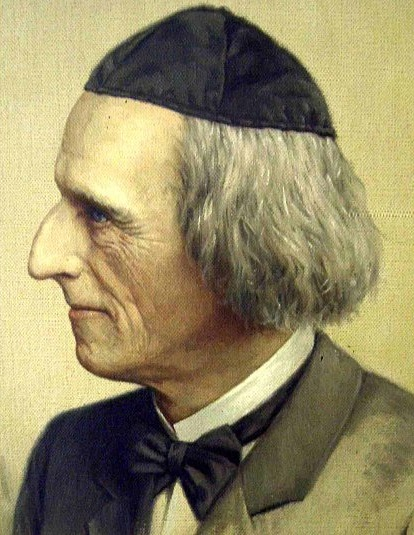
Kähler als Professor

Kähler, der neben Tholuck auch von Johann Tobias Beck und durch den Austausch mit Hermann Cremer, Julius Müller und Richard Rothe geprägt wurde, betrachtete sich als biblischen Theologen, für den nicht die Geschichte (die Meinung über) Gott beeinflusste, sondern Gott die Geschichte setzte und durchwaltete (vgl. Versöhnung , 365). Der Theologe hatte dem folgend nicht zuerst Wissenschaftler, sondern Christ zu sein. In diesem Sinne ist dann auch Kählers Differenzierung zwischen der (rein faktischen) »Historie« oder »Historizität« und der (im Glauben) gelebten (und von Glauben durchwirkten) »Geschichte« zu verstehen.

Schon die 1878 veröffentlichte Schrift Das Gewissen ist in dieser Perspektive geschrieben. Große Wirkung erlangten aber erst Der sogenannte historische Jesus und der geschichtliche, biblische Christus von 1892, eine kritische Auseinandersetzung mit der Leben-Jesu-Forschung, und sein dogmatischer Entwurf Die Lehre von der Versöhnung von 1898. Hervorzuheben ist ferner seine Gesamtdarstellung Die Wissenschaft der christlichen Lehre (1883), in der die gesamte Lehre des Christentums aus dem Rechtfertigungsartikel entwickelt wird. Aus dem Nachlass veröffentlichte 1962 dann der Enkelsohn Ernst Kähler die lange verschlossen gehaltenen Mitschriften von Vorlesungen, die Martin Kähler teilweise noch selbst korrigiert, aber mit dem Vermerk »Darf so nicht gedruckt werden!« versehen hatte, unter dem Titel Geschichte der protestantischen Dogmatik im 19. Jahrhundert.

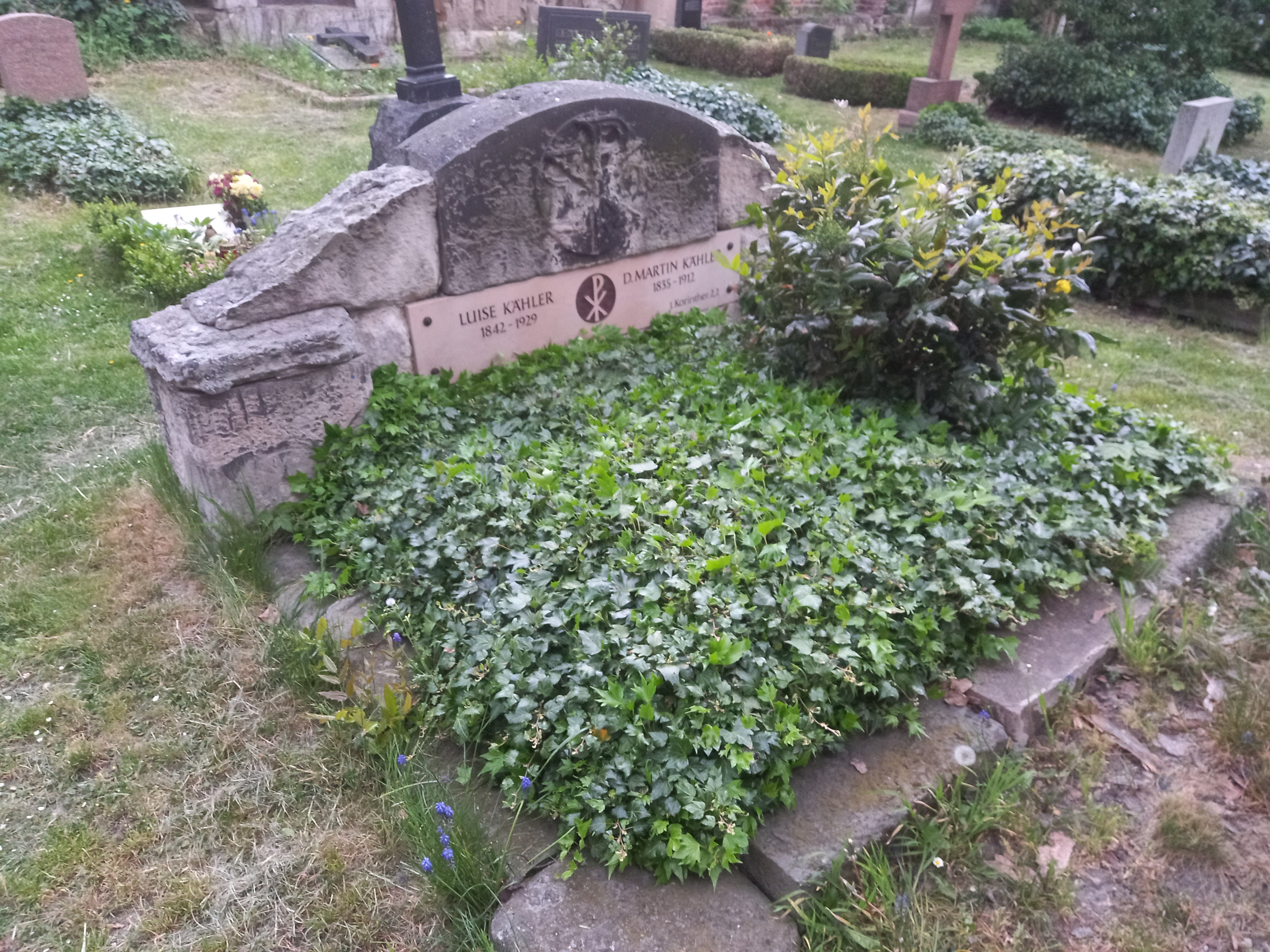
Das Grab von Martin Kähler und seiner Ehefrau Luise geborene Krüger auf dem Laurentiusfriedhof in Halle

Zu Kählers Schülern und Anhängern zählten u. a. Julius Schniewind, Ernst von Dobschütz, Karl Heim, Wilhelm Lütgert, Rudolf Hermann und Hans Emil Weber sowie der schwedische Theologieprofessor und Bischof Einar Billing.
Zu seinem 70. Geburtstag 1905 erschienen Gratulanten aus nah und fern, darunter ehemalige Studenten aus dem Schlesischen Konvikt. Zu den schriftlich eingegangenen Glückwünschen zählten u. a. diejenigen vom Präsidenten des Konsistoriums aus Schlesien und des Generalsuperintendenten aus Breslau Theodor Nottebohm. Er stand bereits zuvor im Briefwechsel mit dem Jubilar, z. B. thematisierte er seine Mitverantwortung als neuer schlesischer Generalsuperintendent für dieses Konvikt in Halle an der Saale.
Kählers Forderung nach einer vom Glauben durchwirkten Lehre, nach einer »Charakterkirche«, die sich auf dem Boden des Bekenntnisses befand, wirkte bis in die Zeit des Nationalsozialismus hinein. Nicht nur Karl Barth, unter dessen Federführung die Barmer Theologische Erklärung  gegen die NS-Diktatur und der ihr verpflichteten Deutschen Christen entstand, sondern nahezu alle Mitglieder der sich daraufhin konstituierenden Bekennenden Kirche waren Schüler Kählers oder doch durch ihn oder seine Schüler geprägt.
Kähler verstarb am 7. September 1912, im Alter von 77 Jahren, während eines Kuraufenthaltes in Freudenstadt im Schwarzwald. Er wurde auf dem halleschen Laurentiusfriedhof bestattet, wo sein Grabmal anlässlich seines 100. Todestages vor einigen Jahren instand gesetzt wurde.

## Theologische Grundpositionen
In Der sogenannte historische Jesus und der geschichtliche, biblische Christus (1892) kritisiert Kähler die historische Leben-Jesu-Forschung. Er kann ihr zwar abgewinnen, dass sie den biblischen Christus mit dem dogmatischen kontrastiert. Allerdings ist das Jesus-Bild der historischen Forschung „ebenso willkürlich“ wie das Jesus-Bild des dogmatischen Christus. 
„Der historische Jesus der modernen Schriftsteller verdeckt uns den lebendigen Christus.“
Kähler stört, dass an der Bibel „herumgeschnitten“ wird, was für ihn nicht zielführend ist. Entscheidend ist die durchschlagende Wirkung, die Jesus im Glauben seiner Jünger hinterlassen hat. Daher spricht Kähler vom geschichtlichen Christus der Bibel. Der wirkliche Christus ist der gepredigte Christus, also der geglaubte. Wir prägen uns das Bild dieses Jesus ein, aus dessen Zügen uns die Person des lebendigen Heilands anschaut.

## Schriften (Auswahl)
- Sententiarum quae de conscientia ediderint theologi per ecclesiae secula florentes brevis enarratio. Dissertation, Waisenbaus, Halle 1860. (Digitalisat)
- Paulus, der Jünger und Bote Jesu von Nazareth. Ein Lebens- und Charakterbild. Fricke, Halle 1862.
- Die schriftgemäße Lehre vom Gewissen. 1864
- Die starken Wurzeln unserer Kraft. Betrachtungen über die Begründung des Deutschen Kaiserreiches und seine erste Krise. Perthes, Gotha 1872. (Digitalisat)
- D. August Tholuck, geboren den 30. März 1799, heimgegangen den 10. Juni 1877. Ein Lebensabriß. Halle 1877
- Julius Müller, der Hallische Dogmatiker. 1878
- Das Gewissen. Ethische Untersuchung. Die Entwicklung seiner Namen und seines Begriffes. Fricke, Halle 1878. (Digitalisat) (Nachdruck Darmstadt, Wissenschaftliche Buchgesellschaft, 1967)
- Die Wissenschaft der christlichen Lehre von dem evangelischen Grundartikel aus. Deichert, Leipzig 1883. (Digitalisat)
- Der sogenannte historische Jesus und der geschichtliche, biblische Christus. Reichert, Leipzig 1892. (Digitalisat) Neu hg. v. Ernst Wolf, (=Theologische Bücherei. Neudrucke und Berichte aus dem 20. Jahrhundert 2), 2. erw. Aufl., München (Chr. Kaiser) 1956; neu hg. und mit einem Nachwort versehen von Sebastian Moll, Berlin (Berlin University Press), 2013
- Dogmatische Zeitfragen. Alte und neue Ausführungen zur Wissenschaft der christlichen Lehre.

1. Heft: Zur Bibelfrage. Deichert, Leipzig 1898. (Digitalisat der 2. Aufl. 1907)
2. Heft: Zur Lehre von der Versöhnung. Deichert, Leipzig 1898.
2. Band: Angewandte Dogmen. Deichert, Leipzig 1908. (Digitalisat der 2. Aufl. 1907)
3. Band: Zeit und Ewigkeit. Deichert, Leipzig 1913. (Digitalisat der 2. Auf.)
- Theologe und Christ. Erinnerungen und Bekenntnisse von Martin Kähler, hrsg. v. Anna Kähler, Berlin 1926
- Wiedergeboren durch die Auferstehung Jesu Christi, hrsg. v. Martin Fischer, Neukirchen-Vluyn 1960
- Geschichte der protestantischen Dogmatik im 19. Jahrhundert. 2. erw. Auflage, R. Brockhaus, Wuppertal/Zürich 1989, ISBN 3-417-29343-X.
- Aufsätze zur Bibelfrage. (=Theologische Bücherei. Neudrucke und Berichte aus dem 20. Jahrhundert 37), München 1967
- Schriften zu Christologie und Mission. (=Theologische Bücherei. Neudrucke und Berichte aus dem 20. Jahrhundert 42), München 1971

## Gedenktag
7. September im Evangelischen Namenkalender.